# زنگنه بنرود
زنگنه بن‌رود، روستایی از توابع بخش ارژن شهرستان شیراز در استان فارس ایران است.

## جمعیت
براساس سرشماری مرکز آمار ایران در سال ۱۳۸۵، جمعیت این روستا ۷۸۷ نفر (۱۷۳خانوار) بوده‌است.